# Rue Joseph Delhaye
Pour les articles homonymes, voir Delhaye.
La rue Joseph Delhaye est une voie bruxelloise de la commune d'Auderghem qui relie la chaussée de Wavre à la rue Valduc sur une longueur de 50 mètres. La numérotation des habitations va de 1 à 13 pour le côté impair et de 2 à 14 pour le côté pair.

## Historique et description
Le 18 novembre 1922, le collège échevinal décida de donner à cette voie le nom de « rue Joseph Delhaye ».

### Origine du nom
La rue porte le nom de Joseph Ghislain Delhaye, soldat du 1er régiment de Grenadiers, né le 2 novembre 1893 à Buzet, mort au champ d'honneur le 15 septembre 1914 à Berg lors de la première guerre mondiale. Il était domicilié en la commune d'Auderghem.

## Situation et accès
| ___ | Ce site est desservi par la station de métro : Hankar. |

## Inventaire régional des biens remarquables
- Premier permis de bâtir délivré le 19 août 1922 à un seul entrepreneur pour la plupart des immeubles de la rue.